# Olympische Sommerspiele 1928/Teilnehmer (Großbritannien)
| Gelbes Symbol für Goldmedaillen mit stilisierten Olympischen Ringen | Graues Symbol für Silbermedaillen mit stilisierten Olympischen Ringen | Braundes Symbol für Bronzemedaillen mit stilisierten Olympischen Ringen |
| ------------------------------------------------------------------- | --------------------------------------------------------------------- | ----------------------------------------------------------------------- |
| 3                                                                   | 10                                                                    | 7                                                                       |

Das Vereinigte Königreich nahm an den Olympischen Sommerspielen 1928 in Amsterdam, Niederlande, mit einer Delegation von 193 Sportlern (164 Männer und 29 Frauen) teil.

## Medaillengewinner

### Gold
| Name(n)                                                     | Sportart       | Wettkampf              |
| ----------------------------------------------------------- | -------------- | ---------------------- |
| Douglas Lowe                                                | Leichtathletik | 800 Meter              |
| Lord Burghley                                               | Leichtathletik | 400 Meter Hürden       |
| John Lander, Michael Warriner, Richard Beesly, Edward Bevan | Rudern         | Vierer ohne Steuermann |

### Silber
| Name(n) | Sportart       | Wettkampf                        |
| --- | -------------- | -------------------------------- |
| Muriel Freeman | Fechten        | Frauen, Florett, Einzel          |
| Jack London | Leichtathletik | 100 Meter                        |
| Walter Rangeley | Leichtathletik | 200 Meter                        |
| Ernest Chambers & John Sibbit | Radsport       | Tandem                           |
| Frank Southall | Radsport       | Einzelwertung Straßenrennen      |
| Jack Lauterwasser, John Middleton & Frank Southall                                                                                         | Radsport       | Mannschaftswertung Straßenrennen |
| Terence O’Brien & Robert Nisbet | Rudern         | Zweier ohne Steuermann           |
| Jamie Hamilton, Guy Oliver Nickalls, John Badcock, Donald Gollan, Harold Lane, Gordon Killick, Jack Beresford, Harold West & Arthur Sulley | Rudern         | Achter                           |
| Ellen King | Schwimmen      | Frauen, 100 Meter Rücken         |
| Margaret Cooper, Vera Tanner, Sarah Stewart & Ellen King                                                                                   | Schwimmen      | 4 × 100 Meter Freistil           |

### Bronze
| Name(n) | Sportart       | Wettkampf                                             |
| --- | -------------- | ----------------------------------------------------- |
| Cyril Gill, Edward Smouha, Walter Rangeley & Jack London | Leichtathletik | 4-mal-100-Meter-Staffel                               |
| George Southall, Harry Wyld, Lew Wyld & Percy Wyld | Radsport       | 4000 Meter Mannschaftsverfolgung                      |
| Samuel Rabin | Ringen         | Mittelgewicht, Freistil                               |
| Theodore Collet | Rudern         | Einer                                                 |
| Margaret Cooper | Schwimmen      | Frauen, 100 Meter Freistil & Frauen, 100 Meter Rücken |
| Annie Broadbent, Lucy Desmond, Margaret Hartley, Amy Jagger, Queenie Judd, Jessie Kite, Midge Moreman, Carrie Pickles, Ethel Seymour, Ada Smith, Hilda Smith & Doris Woods | Turnen         | Frauen, Mannschaftsmehrkampf                          |

## Teilnehmer nach Sportarten

### Boxen
- Cuthbert Taylor
Fliegengewicht: 5. Platz

- Jack Garland
Bantamgewicht: 5. Platz

- Fred Perry
Federgewicht: 5. Platz

- Fred Webster
Leichtgewicht: 9. Platz

- Harry Dunn
Weltergewicht: 9. Platz

- Fred Mallin
Mittelgewicht: 4. Platz

- Alf Jackson
Halbschwergewicht: 5. Platz

- Joe Goyder
Schwergewicht: 9. Platz

### Fechten
- Thomas Wand-Tetley
Florett, Einzel: Vorrunde
Florett, Mannschaft: Vorrunde

- Denis Pearce
Florett, Einzel: Vorrunde
Florett, Mannschaft: Vorrunde

- Robert Montgomerie
Florett, Einzel: Vorrunde
Florett, Mannschaft: Vorrunde

- Frederick Sherriff
Florett, Mannschaft: Vorrunde

- Cyril Simey
Florett, Mannschaft: Vorrunde

- Jack James
Florett, Mannschaft: Vorrunde

- Charles Biscoe
Degen, Einzel: Viertelfinale
Degen, Mannschaft: Vorrunde

- Bertie Childs
Degen, Einzel: Viertelfinale
Degen, Mannschaft: Vorrunde

- Martin Holt
Degen, Einzel: Viertelfinale
Degen, Mannschaft: Vorrunde

- David Drury
Degen, Mannschaft: Vorrunde

- Edward Brookfield
Säbel, Einzel: Halbfinale
Säbel, Mannschaft: Vorrunde

- Guy Harry
Säbel, Einzel: Vorrunde
Säbel, Mannschaft: Vorrunde

- Barry Notley
Säbel, Einzel: Vorrunde
Säbel, Mannschaft: Vorrunde

- Archibald Corble
Säbel, Mannschaft: Vorrunde

- Henry Forrest
Säbel, Mannschaft: Vorrunde

- Robin Jeffreys
Säbel, Mannschaft: Vorrunde

- Muriel Freeman
Frauen, Florett, Einzel: Silber

- Gladys Daniell
Frauen, Florett, Einzel: 5. Platz

- Peggy Butler
Frauen, Florett, Einzel: Halbfinale

### Gewichtheben
- Alfred Baxter
Federgewicht: 19. Platz

- Alfred Hopkins
Federgewicht: 21. Platz

- Frederick Attenborough
Mittelgewicht: 13. Platz

- John Tooley
Mittelgewicht: 18. Platz

- Harold Wood
Schwergewicht: 13. Platz

### Leichtathletik
- Jack London
100 Meter: Silber 
4 × 100 Meter: Bronze

- Cyril Gill
100 Meter: Viertelfinale
200 Meter: Halbfinale
4 × 100 Meter: Bronze

- Walter Rangeley
100 Meter: Viertelfinale
200 Meter: Silber 
4 × 100 Meter: Bronze

- John Heap
100 Meter: Vorläufe

- Guy Butler
200 Meter: Viertelfinale

- John Hambidge
200 Meter: Viertelfinale

- John Rinkel
400 Meter: 5. Platz
4 × 400 Meter: 5. Platz

- Billy Green
400 Meter: Viertelfinale

- Roger Leigh-Wood
400 Meter: Viertelfinale
4 × 400 Meter: 5. Platz

- John Hanlon
400 Meter: Vorläufe

- Douglas Lowe
800 Meter: Gold 
4 × 400 Meter: 5. Platz

- Ralph Starr
800 Meter: Halbfinale

- Wilfrid Tatham
800 Meter: Halbfinale

- Harry Houghton
800 Meter: Vorläufe

- Cyril Ellis
1500 Meter: 5. Platz

- Stanley Ashby
1500 Meter: Vorläufe

- Reg Thomas
1500 Meter: Vorläufe

- Reggie Bell
1500 Meter: Vorläufe

- Herbert Johnston
5000 Meter: 8. Platz

- Brian Oddie
5000 Meter: 9. Platz

- Wally Beavers
5000 Meter: Vorläufe
10.000 Meter: 9. Platz

- Frederick Light
5000 Meter: Vorläufe

- Arthur Muggridge
10.000 Meter: 5. Platz

- Suttie Smith
10.000 Meter: 10. Platz

- George Constable
10.000 Meter: 12. Platz

- Sam Ferris
Marathon: 8. Platz

- Harry Wood
Marathon: 11. Platz

- Harry Payne
Marathon: 13. Platz

- Dunky Wright
Marathon: 20. Platz

- Herbert Bignall
Marathon: 21. Platz

- Ernie Harper
Marathon: 22. Platz

- Fred Gaby
110 Meter Hürden: 6. Platz

- Lord Burghley
110 Meter Hürden: Halbfinale
400 Meter Hürden: Gold

- Bernard Lucas
110 Meter Hürden: Halbfinale

- Douglas Neame
110 Meter Hürden: Vorläufe

- Tom Livingstone-Learmonth
400 Meter Hürden: 5. Platz

- Frederick Chauncy
400 Meter Hürden: Halbfinale

- Lance Percival
400 Meter Hürden: Vorläufe

- Norman Biddulph
3000 Meter Hindernis: Vorläufe

- Henry Oliver
3000 Meter Hindernis: Vorläufe

- Vernon Morgan
3000 Meter Hindernis: Vorläufe

- Joe Blewitt
3000 Meter Hindernis: Vorläufe

- Edward Smouha
4 × 100 Meter: Bronze

- William Craner
4 × 400 Meter: 5. Platz

- Henry Simmons
Hochsprung: 11. Platz

- Colin Gordon
Hochsprung: 17. Platz

- Carl van Geyzel
Hochsprung: 19. Platz in der Qualifikation

- Geoffrey Turner
Hochsprung: 19. Platz in der Qualifikation

- Laurence Bond
Stabhochsprung: 10. Platz in der Qualifikation

- Reginald Revans
Weitsprung: 32. Platz in der Qualifikation

- James Cohen
Weitsprung: 32. Platz in der Qualifikation

- Reginald Woods
Kugelstoßen: 17. Platz in der Qualifikation

- Robert Howland
Kugelstoßen: 17. Platz in der Qualifikation

- Malcolm Nokes
Hammerwurf: 11. Platz in der Qualifikation

- Howard Ford
Zehnkampf: DNF

### Moderner Fünfkampf
- David Turquand-Young
Einzel: 6. Platz

- Alfred Goodwin
Einzel: 22. Platz

- Lance East
Einzel: 24. Platz

### Radsport
- Frank Southall
Straßenrennen, Einzel: Silber 
Straßenrennen, Mannschaft: Silber

- Jack Lauterwasser
Straßenrennen, Einzel: 5. Platz
Straßenrennen, Mannschaft: Silber

- John Middleton
Straßenrennen, Einzel: 26. Platz
Straßenrennen, Mannschaft: Silber

- Charles Marshall
Straßenrennen, Einzel: 38. Platz
Straßenrennen, Mannschaft: Silber

- Sydney Cozens
Sprint: 3. Runde

- Edward Kerridge
1000 Meter Zeitfahren: 6. Platz

- John Sibbit
Tandem: Silber

- Ernest Chambers
Tandem: Silber

- Monty Southall
4000 Meter Mannschaftszeitfahren: Bronze

- Harry Wyld
4000 Meter Mannschaftszeitfahren: Bronze

- Lew Wyld
4000 Meter Mannschaftszeitfahren: Bronze

- Percy Wyld
4000 Meter Mannschaftszeitfahren: Bronze

### Ringen
- Harold Sansum
Bantamgewicht, Freistil: 4. Platz

- Harold Angus
Federgewicht, Freistil: 7. Platz

- George MacKenzie
Leichtgewicht, Freistil: 10. Platz

- Richard Cook
Weltergewicht, Freistil: 5. Platz

- Samuel Rabin
Mittelgewicht, Freistil: Bronze

- Bernard Rowe
Halbschwergewicht, Freistil: 6. Platz

### Rudern
- Theodore Collet
Einer: Bronze

- Humphrey Boardman
Doppelzweier: 4. Runde

- Denis Guye
Doppelzweier: 4. Runde

- Terence O’Brien
Zweier ohne Steuermann: Silber

- Robert Nisbet
Zweier ohne Steuermann: Silber

- John Lander
Vierer ohne Steuermann: Gold

- Michael Warriner
Vierer ohne Steuermann: Gold

- Richard Beesly
Vierer ohne Steuermann: Gold

- Edward Bevan
Vierer ohne Steuermann: Gold

- Harold Ives
Vierer mit Steuermann: 1. Runde

- Leslie Potter
Vierer mit Steuermann: 1. Runde

- George Beaumont
Vierer mit Steuermann: 1. Runde

- Bob Starkey
Vierer mit Steuermann: 1. Runde

- Arthur Sulley
Vierer mit Steuermann: 1. Runde

- Jamie Hamilton
Achter: Silber

- Guy Oliver Nickalls
Achter: Silber

- John Badcock
Achter: Silber

- Donald Gollan
Achter: Silber

- Harold Lane
Achter: Silber

- Gordon Killick
Achter: Silber

- Jack Beresford
Achter: Silber

- Harold West
Achter: Silber

- Arthur Sulley
Achter: Silber

### Schwimmen
- Norman Brooks
100 Meter Freistil: Vorläufe

- Reginald Sutton
100 Meter Freistil: Vorläufe
4 × 200 Meter Freistil: 6. Platz

- John Hatfield
400 Meter Freistil: Vorläufe

- Arthur Watts
400 Meter Freistil: Vorläufe

- Joseph Whiteside
4 × 200 Meter Freistil: 6. Platz

- Percy Peter
4 × 200 Meter Freistil: 6. Platz

- Albert Dickin
4 × 200 Meter Freistil: 6. Platz

- John Besford
100 Meter Rücken: 6. Platz

- Willie Francis
100 Meter Rücken: Halbfinale

- Reginald Flint
200 Meter Brust: Vorläufe

- Hugh Smith
200 Meter Brust: Vorläufe

- Margaret Cooper
Frauen, 100 Meter Freistil: Bronze 
Frauen, 4 × 100 Meter Freistil: Silber 
Frauen, 100 Meter Rücken: Bronze

- Jean McDowell
Frauen, 100 Meter Freistil: 4. Platz

- Vera Tanner
Frauen, 100 Meter Freistil: Halbfinale
Frauen, 400 Meter Freistil: 6. Platz
Frauen, 4 × 100 Meter Freistil: Silber

- Sarah Stewart
Frauen, 400 Meter Freistil: 4. Platz
Frauen, 4 × 100 Meter Freistil: Silber

- Edith Mayne
Frauen, 400 Meter Freistil: Halbfinale

- Ellen King
Frauen, 4 × 100 Meter Freistil: Silber 
Frauen, 100 Meter Rücken: Silber

- Phyllis Harding
Frauen, 100 Meter Rücken: Vorläufe

- Margery Hinton
Frauen, 200 Meter Brust: Vorläufe

- Dora Gibbs
Frauen, 200 Meter Brust: Vorläufe

- Mabel Hamblen
Frauen, 200 Meter Brust: Vorläufe

### Segeln
- Gordon Fowler
12-Fuß-Jolle: 8. Platz

- Harold Gaydon
12-Fuß-Jolle: 8. Platz

- Margaret Roney
8-Meter-Klasse: 7. Platz

- Ernest Roney
8-Meter-Klasse: 7. Platz

- Esmond Roney
8-Meter-Klasse: 7. Platz

- Philip Falle
8-Meter-Klasse: 7. Platz

- Thomas Riggs
8-Meter-Klasse: 7. Platz

- Thomas Skinner
8-Meter-Klasse: 7. Platz

### Turnen
- Arthur Whitford
Einzelmehrkampf: 63. Platz
Mannschaftsmehrkampf: 11. Platz
Barren: 63. Platz
Pferdsprung: 61. Platz
Reck: 64. Platz
Ringe: 67. Platz
Seitpferd: 68. Platz

- Ted Warren
Einzelmehrkampf: 75. Platz
Mannschaftsmehrkampf: 11. Platz
Barren: 83. Platz
Pferdsprung: 43. Platz
Reck: 70. Platz
Ringe: 77. Platz
Seitpferd: 65. Platz

- Bert Cronin
Einzelmehrkampf: 76. Platz
Mannschaftsmehrkampf: 11. Platz
Barren: 79. Platz
Pferdsprung: 85. Platz
Reck: 78. Platz
Ringe: 74. Platz
Seitpferd: 57. Platz

- Edgar Walton
Einzelmehrkampf: 79. Platz
Mannschaftsmehrkampf: 11. Platz
Barren: 81. Platz
Pferdsprung: 69. Platz
Reck: 57. Platz
Ringe: 82. Platz
Seitpferd: 80. Platz

- Tom Parkinson
Einzelmehrkampf: 81. Platz
Mannschaftsmehrkampf: 11. Platz
Barren: 77. Platz
Pferdsprung: 82. Platz
Reck: 65. Platz
Ringe: 83. Platz
Seitpferd: 76. Platz

- Gilbert Raynes
Einzelmehrkampf: 82. Platz
Mannschaftsmehrkampf: 11. Platz
Barren: 82. Platz
Pferdsprung: 58. Platz
Reck: 65. Platz
Ringe: 87. Platz
Seitpferd: 75. Platz

- Harry Finchett
Einzelmehrkampf: 83. Platz
Mannschaftsmehrkampf: 11. Platz
Barren: 80. Platz
Pferdsprung: 84. Platz
Reck: 77. Platz
Ringe: 84. Platz
Seitpferd: 60. Platz

- Stan Humphreys
Einzelmehrkampf: DNF
Reck: 54. Platz
Ringe: 85. Platz
Seitpferd: 73. Platz

- Annie Broadbent
Frauen, Mannschaftsmehrkampf: Bronze

- Lucy Desmond
Frauen, Mannschaftsmehrkampf: Bronze

- Margaret Hartley
Frauen, Mannschaftsmehrkampf: Bronze

- Amy Jagger
Frauen, Mannschaftsmehrkampf: Bronze

- Queenie Judd
Frauen, Mannschaftsmehrkampf: Bronze

- Jessie Kite
Frauen, Mannschaftsmehrkampf: Bronze

- Midge Moreman
Frauen, Mannschaftsmehrkampf: Bronze

- Carrie Pickles
Frauen, Mannschaftsmehrkampf: Bronze

- Ethel Seymour
Frauen, Mannschaftsmehrkampf: Bronze

- Ada Smith
Frauen, Mannschaftsmehrkampf: Bronze

- Hilda Smith
Frauen, Mannschaftsmehrkampf: Bronze

- Doris Woods
Frauen, Mannschaftsmehrkampf: Bronze

### Wasserball
- Herrenteam
4. Platz

- Kader
Edward Temme
Paul Radmilovic
Percy Peter
Nicholas Beaman
Jack Budd
Leslie Ablett
Richard Hodgson
John Hatfield
William Quick

### Wasserspringen
- S. C. Mercer
Kunstspringen: Vorläufe

- Albert Knight
Turmspringen: 8. Platz

- William Burne
Turmspringen: Vorläufe

- Tommy Mather
Turmspringen: Vorläufe

- Isabelle White
Frauen, Turmspringen: Vorläufe

- D. Grimes
Frauen, Turmspringen: Vorläufe

- K. Le Rossignol
Frauen, Turmspringen: Vorläufe